# La doctora quiere tangos
 La doctora quiere tangos  es una película argentina del género musical filmada en blanco y negro dirigida por Alberto de Zavalía sobre su propio guion escrito en colaboración con Román Viñoly Barreto que se estrenó el 20 de julio de 1949 y que tuvo como protagonistas a Mirtha Legrand, Gloria Ferrandiz, María Gámez, Diana Maggi, Claudio Martino, Felisa Mary y Mariano Mores.

## Sinopsis
Una película en línea con tantas comedias norteamericanas de la época en la cual médica conoce a un astro del tango, provoca un enredo con su novia y en la confusión se enamora.

## Reparto
Colaboraron en la película los siguientes intérpretes:
- Mirtha Legrand ... Dra. Luisa Soler
- Gloria Ferrandiz
- María Gámez ... Doña Laura
- Yeya Duciel ... Martita
- Diana Maggi ... Lulú
- Claudio Martino
- Felisa Mary ... Felicitas
- Mariano Mores ... Martín Salazar
- Pedro Pompillo
- María Santos ... Totona
- Ramón J. Garay ... Gerente del Hotel
- Cristina Berys ... Rosita

## Comentario
La crónica del diario La Prensa dijo: “Ágil y risueña, plena de música popular, cumple ampliamente su finalidad de divertir y distraer si bien sus recursos no son del todo depurados”.